# Kråknedan
Kråknedan är tiden då månen är i nedan, antingen efter Tiburtiusdagen (14 april), eller efter första nyet i april. Det finns också uppgifter om att det skulle vara det första nedanet i maj.
Enligt bondepraktikan är det bra att täcka hus i kråknedan för då rivs inte  taken ned av storm. Där hävdas också att det blir mycket ogräs om det regnar i kråknedan.
Förr trodde man att växtligheten i kråknedan står stilla men att under det på kråknedan följande ”hyllingeny” växte mer på en dag än annars på fjorton. Uppfattningen att kråknedan var svår ur odlingssynpunkt återfinns också i Erik Axel Karlfeldts dikt "Klagosång över en lantman" (Flora och Bellona, 1918). Uppgifterna om kråknedan som en besvärlig tid kan läsas i skenet av att det infaller när vinterförråden började sina men årets nya produktion knappt kommit igång.